# Streptomyces avermitilis
Streptomyces avermitilis ist eine Bakterienart aus der Gattung der Streptomyces. Dieses Bakterium wurde von Satoshi Ōmura in der Präfektur Shizuoka, Japan, entdeckt.

## Merkmale
Das Bakterium wurde aus dem Boden isoliert. Die vegetativen Myzelien sind braun gefärbt. Es bildet spiralförmige Ketten von Sporen. Streptomyces avermitilis ist aerob, benötigt also Sauerstoff. Die gebildeten Sporen haben eine ovale Form in einer Größe von 0,8×1,2 µm. Die Oberfläche ist glatt. Das Bakterium kann verschiedene Zucker abbauen, wie z. B. Fructose, Glucose, Lactose und Maltose. Des Weiteren kann es Xanthin nutzen, Zellulose allerdings nicht. Stärke und Casein werden hydrolisiert. Vorherrschende Chinone sind Menachinon MK-9 (H6) und MK-9 (H8). Von den Lipiden sind Phosphatidylethanolamine vorhanden.
Die erste vollständige Genomsequenz von S. avermitilis wurde 2003 fertiggestellt. Dieses Genom bildet ein Chromosom mit einer linearen Struktur, im Gegensatz zu den meisten bakteriellen Genomen, die in Form von zirkulären Chromosomen vorliegen.

## Nutzung
Aus S. avermitilis werden Avermectine produziert. Eines der am häufigsten eingesetzten Medikamente gegen Nematoden- und Arthropodenbefall ist das Avermectin-Derivat Ivermectin, ebenso wie Abamectin, ein weit verbreitetes Insektizid und Antihelmintikum. Avermectine werden auch bei Menschen gegen die Hautkrankheit Rosazea verwendet.